# Sloedam
Le Sloedam est un ancien barrage des Pays-Bas qui reliaient les îles zélandaises de Walcheren et de Zuid-Beveland à hauteur d'Arnemuiden. Avant la construction du Sloedam, ces îles étaient séparées par le Sloe.
Le Sloedam a été construit en 1871 pour la ligne ferroviaire entre Flessingue et Roosendaal (la Zeeuwse lijn). Plus tard, les zones qui l'entouraient ont été poldérisées, si bien qu'il n'est en fait plus vraiment un barrage.
Durant la Seconde Guerre mondiale, des combats ont eu lieu autour du Sloedam.
À hauteur du barrage partent l'autoroute A58 et l'ancienne route provinciale, parallèlement à la ligne de chemin de fer.
À proximité, la construction de la nouvelle ligne ferroviaire Sloelijn en direction de la zone portuaire et industrielle de Vlissingen-Oost est en cours.